# Старкувек
Старкувек (пол. Starkówek) — село в Польщі, у гміні Бистшиця-Клодзька Клодзького повіту Нижньосілезького воєводства.
Населення — 129 осіб (2011).
У 1975-1998 роках село належало до Валбжиського воєводства.

## Демографія
Демографічна структура станом на 31 березня 2011 року:
|          | Загалом | Допрацездатний вік | Працездатний вік | Постпрацездатний вік |
| -------- | ------- | ------------------ | ---------------- | -------------------- |
| Чоловіки | 57      | 7                  | 42               | 8                    |
| Жінки    | 72      | 10                 | 39               | 23                   |
| Разом    | 129     | 17                 | 81               | 31                   |